# Norther
Norther byla melodická death metalová skupina z Finska založená roku 1996.

## Sestava
- Aleksi Sihvonen – zpěv (2009–2012)
- Kristian Ranta – kytara, zpěv (2000–2012)
- Heikki Saari – bicí (2005–2012)
- Jukka Koskinen – bassová kytara (2000-2012)
- Tuomas Planman – klávesy (2000–2012)
- Daniel Freyberg – kitara (2009–2012)

### Bývalí členové
- Petri Lindroos – zpěv, kytara (1996–2009)
- Toni Hallio – bicí (1996–2005)
- Tuomas (Stubu) – bassová kytara (1996–1997)
- Roni Korpas – kytara (1996–1999)
- Sebastian Knight – klávesy (2000)
- Joakim Ekroos – bassová kytara (2000)

## Diskografie

### Alba
- Dreams of Endless War (2002)
- Mirror of Madness (2003)
- Death Unlimited (2004)
- Till Death Unites Us (2006)
- N (2008)
- Circle Regenerated (2011)

### Dema a EP
- Warlord (2000)
- Solution 7 (2005)
- No Way Back (2007)

### Singly
- Released (2001)
- Unleash Hell (2003)
- Spreading Death (2004)
- Spreading Death (DVD) (2004)
- Scream (2006)
- Break Myself Away (2010)